# Phelline wagapensis
Phelline wagapensis är en tvåhjärtbladig växtart som beskrevs av Henri Ernest Baillon. Phelline wagapensis ingår i släktet Phelline och familjen Phellinaceae. Inga underarter finns listade i Catalogue of Life.